# Голани
„Голани“ (на иврит: חטיבת גולני) е израелска пехотна бригада, известна още и като Бригада № 1.
Тя е сред най-отличилите се подразделения на Израелските отбранителни сили. Сформирана е на 28 февруари 1948 г.
Неин символ е маслиново дърво на жълт фон. Цветовете жълто и зелено символизират цветовете на полята на Голанските възвишения, където бригадата е стационирана след нейното основаване.